# Joseph Pomeroy Root
Joseph Pomeroy Root (* 23. April 1826 in Greenwich, Hampshire County, Massachusetts; † 20. Juli 1885 in Kansas City, Kansas) war ein US-amerikanischer Politiker. Zwischen 1861 und 1863 war er Vizegouverneur des Bundesstaates Kansas.

## Werdegang
Joseph Root studierte am Berkshire Medical College in Pittsfield Medizin und war danach in New Hartford (Connecticut) fünf Jahre lang als Arzt tätig. Politisch gehörte er damals der Whig Party an. Im Jahr 1855 wurde er in das Repräsentantenhaus von Connecticut gewählt. Nach dem Ende der Legislaturperiode zog er in das damalige Kansas-Territorium, das zu jener Zeit von blutigen Auseinandersetzungen zwischen Befürwortern und Gegnern der Sklaverei erschüttert wurde. Root war ein entschiedener Gegner dieser Institution. Zwischenzeitlich wurde er von der Gegenpartei gefangen genommen und dann wieder freigelassen. Er ging vorübergehend in den Osten, um Hilfsmaßnahmen für die Sache der Sklavereigegner zu organisieren. Nach seiner Rückkehr wurde er 1857 Mitglied und Präsident des territorialen Senats. Politisch war er inzwischen Mitglied der 1854 gegründeten Republikanischen Partei geworden.
Nach der Aufnahme Kansas’ in die Union wurde Root an der Seite von Charles L. Robinson zum ersten Vizegouverneur des Staates gewählt. Dieses Amt bekleidete er zwischen dem 12. Februar 1861 und dem 12. Januar 1863. Dabei war er Stellvertreter des Gouverneurs. Zu Beginn des Bürgerkrieges half er bei der Aushebung neuer Truppen für das Heer der Union. Er gehörte auch einem Ausschuss an, der Offiziere im medizinischen Dienst der Armee auswählte. Später nahm er selbst als Arzt am Krieg teil. Nach dem Krieg praktizierte Joseph Root bis 1869 als privater Arzt. 1870 wurde er für kurze Zeit Mitglied des von einem Kongressausschuss gebildeten Komitees zur Verwaltung der staatlichen Liegenschaften. Noch im selben Jahr wurde er als Nachfolger von Hugh Judson Kilpatrick zum amerikanischen Gesandten in Chile ernannt. Dieses Amt bekleidete er bis 1873. Dort war er bei der Bekämpfung einer Pockenepidemie behilflich. Nach seiner Rückkehr praktizierte er im Wyandotte County als Arzt. Im Juni 1884 war er Delegierter zur Republican National Convention in Chicago. Er starb am 20. Juli 1885 in Kansas City.